# Yamaska
Yamaska, abenakiska 8ig8amadenik, är en kommun i provinsen Québec i Kanada. Den ligger i regionen Montérégie, i den sydöstra delen av landet, 220 km öster om huvudstaden Ottawa. Kommunen bildades 2001 genom sammanslagning av bykommunen med samma namn med bykommunen Yamaska-Est och socknen Saint-Michel-d'Yamaska.